# Andreas Hammer (Jurist)
Andreas Hammer (* 8. März 1975 in Biberach an der Riß) ist ein deutscher Jurist und Richter am Bundesverwaltungsgericht.

## Leben
Andreas Hammer studierte die Rechte an der Universität Trier. Sein Referendariat leistete er in Hamburg ab. Im Oktober 2005 wurde er zum Doktor der Rechte promoviert.
Nachdem er auch das zweite juristische Staatsexamen bestanden hatte, begann er seine juristische Karriere 2006 am Verwaltungsgericht Koblenz. Er wurde zunächst ab Februar 2009 für zwei Jahre als wissenschaftlicher Mitarbeiter an das Bundesverwaltungsgericht abgeordnet. Es folgte bis Juni 2011 eine Abordnung an das Oberverwaltungsgericht Rheinland-Pfalz und dann an das Ministerium der Justiz und für Verbraucherschutz Rheinland-Pfalz bis Juni 2013. Im Mai 2013 wurde Hammer zum Richter am Oberverwaltungsgericht ernannt, wo er für Verfahren aus dem öffentlichen Dienstrecht zuständig und zudem mit Aufgaben der Gerichtsverwaltung, u. a. als stellvertretender Pressesprecher, betraut war. Während der Tätigkeit am Oberverwaltungsgericht wurde er mit der Hälfte der Arbeitszeit als wissenschaftlicher Mitarbeiter an den Verfassungsgerichtshof Rheinland-Pfalz abgeordnet. Zum April 2019 wurde er zum Vorsitzenden Richter am Oberverwaltungsgericht Rheinland-Pfalz befördert.
Am 1. November 2019 trat er den Dienst im u. a. für Baurecht zuständigen 4. Revisionssenat des Bundesverwaltungsgerichts an. 2024 ist er Mitglied des 11. Revisionssenat des Bundesverwaltungsgerichts, dem „Sachen aus dem Gebiet des Rechts des Ausbaues von Energieleitungen einschließlich von Genehmigungen nach dem Bundes-Immissionsschutzgesetz für Anlagen, die dem Betrieb von Energieleitungen dienen“ sowie „Streitigkeiten, die Vorhaben zur Errichtung und zur Anbindung von Terminals zum Import von Wasserstoff und Derivaten betreffen, mit Ausnahme von Streitigkeiten nach dem LNG-Beschleunigungsgesetz“ zugewiesen sind.